# Liste des villes d'Océanie
 (décembre 2021).
La mise en forme du texte ne suit pas les recommandations de Wikipédia : il faut le « wikifier ».
Les points d'amélioration suivants sont les cas les plus fréquents. Le détail des points à revoir est peut-être précisé sur la page de discussion.
- Les titres sont pré-formatés par le logiciel. Ils ne sont ni en capitales, ni en gras.
- Le texte ne doit pas être écrit en capitales (les noms de famille non plus), ni en gras, ni en italique, ni en « petit »…
- Le gras n'est utilisé que pour surligner le titre de l'article dans l'introduction, une seule fois.
- L'italique est rarement utilisé : mots en langue étrangère, titres d'œuvres, noms de bateaux, etc.
- Les citations ne sont pas en italique mais en corps de texte normal. Elles sont entourées par des guillemets français : « et ».
- Les listes à puces sont à éviter, des paragraphes rédigés étant largement préférés. Les tableaux sont à réserver à la présentation de données structurées (résultats, etc.).
- Les appels de note de bas de page (petits chiffres en exposant, introduits par l'outil «  Source ») sont à placer entre la fin de phrase et le point final[comme ça].
- Les liens internes (vers d'autres articles de Wikipédia) sont à choisir avec parcimonie. Créez des liens vers des articles approfondissant le sujet. Les termes génériques sans rapport avec le sujet sont à éviter, ainsi que les répétitions de liens vers un même terme.
- Les liens externes sont à placer uniquement dans une section « Liens externes », à la fin de l'article. Ces liens sont à choisir avec parcimonie suivant les règles définies. Si un lien sert de source à l'article, son insertion dans le texte est à faire par les notes de bas de page.
- La présentation des références doit suivre les conventions bibliographiques. Il est recommandé d'utiliser les modèles {{Ouvrage}}, {{Chapitre}}, {{Article}}, {{Lien web}} et/ou {{Bibliographie}}. Le mode d'édition visuel peut mettre en forme automatiquement les références.
- Insérer une infobox (cadre d'informations à droite) n'est pas obligatoire pour parachever la mise en page.

Pour une aide détaillée, merci de consulter Aide:Wikification.
Si vous pensez que ces points ont été résolus, vous pouvez retirer ce bandeau et améliorer la mise en forme d'un autre article.
Voici la liste des villes d'Océanie classées par pays.

## États souverains
- Liste des villes d'Australie
- Liste des villes et villages du Timor oriental
- Liste des villes et villages des Fidji
- Liste des villes d'Indonésie
- Liste des villes et villages de Kiribati
- Liste des villes de Papouasie-Nouvelle-Guinée
- Liste des villes des Îles Marshall
- Divisions administratives des États fédérés de Micronésie
- Liste des villes de Nauru
- Liste des villes de Nouvelle-Zélande
- Liste des villes de Palaos
- Liste des villes et villages de Samoa
- Liste des villes et villages des Îles Salomon
- Liste des villes des Tonga
- Liste des villages et quartiers de Tuvalu
- Liste des villes du Vanuatu

## Dépendances et autres territoires
- Divisions administratives des Samoa américaines
- Liste des colonies sur l'île Christmas
- Liste des colonies dans les îles Cocos (Keeling)
- Liste des villages et quartiers des Îles Cook
- Liste des villes de Polynésie française
- Liste des villages de Guam
- Liste des lieux à Hawaï
- Liste des villes de Nouvelle-Calédonie
- Liste des villages de Niue
- Liste des colonies de l'île Norfolk
- Liste des villages des îles Mariannes du Nord
- Liste des colonies dans les îles Pitcairn
- Liste des villages aux Tokélaou
- Liste des villes de Wallis et Futuna